# یوژف کرستشی (ژیمناست)
یوژف کرستشی (به مجاری: József Keresztessy) (زادهٔ ۱۹ سپتامبر ۱۸۸۵) ژیمناست اهل کشور مجارستان است.